# Edward Peterek
Edward Franciszek Peterek (ur. 15 lipca 1898 w Lesznej Dolnej, zm. 15 lutego 1978 w Warszawie) – podpułkownik pilot Wojska Polskiego, dowódca 142 eskadry myśliwskiej, żołnierz Polskich Sił Powietrznych, pilot transportowy podczas II wojny światowej.

## Życiorys
Syn Leopolda, w Cieszynie ukończył szkołę powszechną, gimnazjum w Bydgoszczy. W 1916 r. został powołany do służby w armii austro-węgierskiej. Służył w jednostkach walczących na froncie włoskim i rosyjskim, na początku 1918 r. został awansowany na podporucznika. W październiku 1918 r. wstąpił do polskich oddziałów wojskowych formowanych na terenie Śląska Cieszyńskiego. Został przydzielony do 10. pułku piechoty, w jego składzie w styczniu 1919 r. walczył z wojskami czechosłowackimi, m.in. brał udział w bitwie pod Skoczowem. Następnie został zdemobilizowany i wstąpił do Polskiej Organizacji Wojskowej, zajmował się szkoleniem wojskowym jej członków.
Powrócił do służby w Wojsku Polskim, otrzymał przydział do 4. pułku strzelców. W 1921 r. został przydzielony do 4. Ruchomego Parku Lotniczego w Brześciu. W latach 1922–1923 pełnił funkcję kierownika warsztatów w bydgoskiej Szkole Pilotów, odbył wstępne szkolenie w zakresie pilotażu samolotów. W latach 1923–1924 w Wyższej Szkole Pilotów w Grudziądzu odbył kurs pilotażu. Został przydzielony do 4. pułku lotniczego. W 1928 r. na samolocie WZ-X wziął udział w II. Locie Małej Ententy i Polski, z powodu awarii samolotu nie ukończył rajdu. 1 stycznia 1929 r. objął dowództwo nad 142. eskadrą myśliwską. 25 marca 1930 r. uległ wypadkowi lotniczemu, kuracja trwała do 12 lipca. Powrócił do 142. em, jednakże z uwagi na problemy zdrowotne został skierowany do 11 sierpnia do bazy lotniczej 4. pułku lotniczego na stanowisko oficera nadzoru technicznego.
Odsunięty od latania w lotnictwie wojskowym zainteresował się lotnictwem sportowym. Ukończył szkolenie szybowcowe i w 1935 r. uzyskał kategorię „D” pilota szybowcowego. Zaangażował się w działalność sportową, w lipcu 1935 r. zajął drugie miejsce podczas wyścigu samolotów RWD-5 w ramach zlotu nad morze. W 1935 r. wziął udział w III Krajowych Zawodach Szybowcowych w Ustianowej⁣, podczas których w grupie drugiej uzyskał najwyższą sumę wysokości lotów. W lutym 1936 r. wziął udział w zlocie gwiaździstym z okazji otwarcia IV Olimpiady Zimowej do Garmisch-Partenkirchen, w którym zajął czwarte miejsce.
W lipcu 1936 r. zajął drugie miejsce IV Krajowych Zawodach Szybowcowych w Ustianowej. We wrześniu pełnił funkcję jurora podczas VI. Krajowego Lotniczego Konkursu Turystycznego. W tym samym roku został mianowany komendantem Wojskowego Obozu Szybowcowego w Ustianowej i pełnił tę funkcję do wybuchu II wojny światowej. Pod koniec 1936 r. został kierownikiem kursu akrobacji dla pilotów sportowych zorganizowanego przez Ministerstwo Komunikacji. Na stopień majora został awansowany w 1937 r. ze starszeństwem od 19 marca.
W lipcu 1937 r. wziął udział na szybowcu PWS-101 w Szybowcowych Mistrzostwach Świata w Wasserkuppe, gdzie zajął 20. miejsce. W listopadzie był kierownikiem kursu unifikacyjnego dla instruktorów szybownictwa, który odbył się w Ustianowej. W maju 1938 r. kierował rajdem Aeroklubu Lwowskiego do Rumunii. W Czerniowcach wykonał przed zgromadzoną publicznością popisową akrobację na szybowcu Sokół. Działalność szybowniczą w 1938 r. zakończył na drugim miejscu w klasyfikacji indywidualnej premiowanych lotów. Sukcesy w szybownictwie spowodowały, że został wyznaczony na szefa polskiej olimpijskiej ekipy szybowcowej, która miała wziąć udział w olimpiadzie w Helsinkach w 1940 r.
Po ataku ZSRR na Polskę przekroczył granicę z Rumunią i został internowany. Udało mu się wydostać z internowania i przedostać do Francji. Po upadku Francji przedostał się do Wielkiej Brytanii, gdzie wstąpił do Polskich Sił Powietrznych i otrzymał numer służbowy RAF P-1074. Odbył przeszkolenie na sprzęcie angielskim i służył jako pilot rozprowadzający. 
Od stycznia 1941 r. latał w tym charakterze w Afryce, wykonywał przeloty na Środkowy Wschód i do Indii. W styczniu 1947 r. powrócił do Wielkiej Brytanii, został zdemobilizowany w 1948 r. Służbę zakończył w polskim stopniu podpułkownika i brytyjskim Wing Commandera. Pozostał na emigracji, w styczniu 1959 r. zdecydował się na powrót do Polski. Znalazł zatrudnienie w Zarządzie Głównym Aeroklubu PRL . W 1964 r. przeszedł na emeryturę, działał w Klubie Seniorów Lotnictwa. Zmarł 15 lutego 1978 w Warszawie, został pochowany na cmentarzu parafii św. Apostołów Piotra i Pawła w Obrzycku.

## Ordery i odznaczenia
- Złoty Krzyż Zasługi z Mieczami[21]
- Medal Lotniczy (czterokrotnie)[21]
- Złoty Krzyż Zasługi (10 listopada 1938)[22]
- Srebrny Krzyż Zasługi (9 września 1924)[23]